# Prawo pocztowe (ustawa 2012)
Ustawa z dnia 23 listopada 2012 r. Prawo pocztowe – polska ustawa, uchwalona przez Sejm, regulująca kwestie prawne związane z działalnością pocztową.
Ustawa określa:
- zasady uzyskiwania uprawnienia do wykonywania działalności pocztowej
- zasady świadczenia usług pocztowych
- zasady świadczenia usług powszechnych
- zasady dostępu do elementów infrastruktury pocztowej
- zasady ustanawiania operatora wyznaczonego
- obowiązki operatora pocztowego na rzecz obronności, bezpieczeństwa państwa oraz bezpieczeństwa i porządku publicznego
- zasady odpowiedzialności operatora pocztowego oraz postępowania reklamacyjnego
- zasady rachunkowości regulacyjnej, kalkulacji kosztów i rachunkowości operatora wyznaczonego
- zasady kalkulacji kosztu netto i finansowania obowiązku świadczenia usług powszechnych
- zasady kontroli działalności pocztowej
- zasady nakładania kar pieniężnych za naruszenie przepisów o działalności pocztowej.

Ustawa stanowi, że Poczta Polska pełni obowiązki operatora wyznaczonego (operatora pocztowego obowiązanego do świadczenia usług powszechnych) w okresie 3 lat od dnia wejścia jej w życie.
Art. 3 pkt 30 definiuje usługi wchodzące w zakres usług powszechnych jako usługi pocztowe obejmujące przesyłki listowe i paczki pocztowe, o wadze i wymiarach określonych dla usług powszechnych, oraz przesyłki dla ociemniałych, nieświadczone przez operatora wyznaczonego w ramach obowiązku świadczenia usług powszechnych; do usług wchodzących w zakres usług powszechnych nie zalicza się usług pocztowych polegających na przyjmowaniu, sortowaniu, przemieszczaniu i doręczaniu przesyłek kurierskich.
Ustawa uchyliła ustawę z dnia 12 czerwca 2003 r. – Prawo pocztowe (Dz.U. z 2008 r. nr 189, poz. 1159, z późn. zm.).

## Nowelizacje
Ustawę znowelizowano wielokrotnie. Ostatnia zmiana weszła w życie w 2024 roku.